# Kimilili
Kimilili is een plaats in het district Bungoma, in de Keniaanse provincie Magharibi (Western). De plaats ligt niet ver van de vruchtbare hellingen van Mount Elgon, bij de grens met Oeganda.
De stad wordt omgeven door landbouwgrond. Er wordt met name koffie, maïs, bonen, zonnebloemzaad en thee verbouwd. In het centrum bevinden zich verschillende kruidenierswinkels, supermarkten, scholen en computeropleidingen, zoals de The Kimilili Computer Centre dat naast het postkantoor ligt tegenover de Kimilili D.E.B School.

## Voetnoten
1. ↑  Kenia National Bureau of Statistics